# Nothodiplax dendrophila
Nothodiplax dendrophila – gatunek ważki z rodziny ważkowatych (Libellulidae); jedyny przedstawiciel rodzaju Nothodiplax. Występuje na terenie Ameryki Południowej; jak dotąd znany jedynie z miejsca typowego w dystrykcie Marowijne w północno-wschodnim Surinamie.